# Xã Sumpter, Michigan
Xã Sumpter (tiếng Anh: Sumpter Township) là một xã thuộc quận Wayne, tiểu bang Michigan, Hoa Kỳ. Năm 2010, dân số của xã này là 9.549 người.